# Amnat Charoen
Amnat Charoen – miasto w Tajlandii, stolica prowincji Amnat Charoen.